# رویبورن، استرالیای غربی
رویبورن (به انگلیسی: Roebourne) یک شهرک در استرالیا است که در استرالیای غربی واقع شده‌است.